# Wiskundige constante
Een wiskundige constante is een reëel of complex getal waarvan de waarde bij een bepaalde berekening of bewerking binnen de wiskunde of binnen een wiskundige context onafhankelijk is van de variabelen die bij dezelfde berekening of bewerking voorkomen, én dat ondubbelzinnig kan worden gedefinieerd.
Anders dan het geval is bij natuurkundige constanten hebben wiskundige constanten geen dimensie en wordt er geen (natuurkundige) meeteenheid aan toegevoegd.
Voorbeelden
- De omtrek van een cirkel is alleen van de lengte van de straal {\displaystyle r} afhankelijk, of hetzelfde van {\displaystyle d=2r}. Van twee verschillende cirkels kan de ene cirkel, omtrek {\displaystyle O_{1}=\pi \cdot d}, waarin π de evenredigheidsfactor is, zo met een factor {\displaystyle v} worden vermenigvuldigd dat de productfiguur samenvalt met de andere cirkel, omtrek {\displaystyle O_{2}=v\cdot (\pi \cdot d)=\pi \cdot (v\cdot d)}. Het quotiënt van de omtrek en de middellijn is bij beide cirkels gelijk aan {\displaystyle \pi }. Daardoor wordt {\displaystyle \pi } opgevat als een wiskundige constante.
- Van de holomorfe functie {\displaystyle f} op het domein {\displaystyle \mathbb {C} } is {\displaystyle {\tfrac {d}{dz}}f(z)=f(z)}, en voorts {\displaystyle f(0)=1}. Dan blijkt dat {\displaystyle f(1)} een wiskundige constante is, namelijk het getal e.

{\displaystyle f} is ook een periodieke functie waarvan de periode 2×π×i is.
De wiskundige constanten die een speciale waarde of betekenis binnen de wiskunde hebben en daardoor in verschillende deelgebieden voorkomen, worden vaak met een letter aangegeven, zoals {\displaystyle e} en {\displaystyle \pi }, of zijn vernoemd naar de ontdekker van dat getal, en soms ook 'gewoon' naar een bijzondere wiskundige.
Er zijn ook wiskundige constanten bekend waarvan de waarde alleen kan worden geschat, bijvoorbeeld de constante van Brun, tot nu toe.

## Constante
Het woord constante, zonder het bijvoeglijke naamwoord wiskundige, wordt ook gebruikt in de betekenis van een onveranderlijk en nog onbenoemd getal: een getal waarvan de waarde niet vaststaat, maar binnen de wiskundige beschouwing later kan of moet worden vastgesteld.

### Voorbeelden
- de integratieconstante {\displaystyle C} die meestal wordt gebruikt bij onbepaald integreren
- de constante {\displaystyle c} waarmee een functie {\displaystyle f(x)} wordt vermenigvuldigd om het gevolg daarvan te onderzoeken op de functie {\displaystyle c\cdot f(x)}, zoals het gevolg op de grafische voorstelling of op de afgeleide van de functie {\displaystyle f}
- in een driehoek – de waarde {\displaystyle k} van het product van de lengte van een zijde met de lengte van de hoogtelijn naar die zijde:

{\displaystyle a\cdot h_{a}=b\cdot h_{b}=c\cdot h_{c}=k}
Hier is {\displaystyle k} gelijk aan het dubbele van de oppervlakte van de driehoek.
- een constante {\displaystyle v\neq 0}, waarmee een vergelijking zoals {\displaystyle ax+by=c} kan worden vermenigvuldigd, om een gelijkwaardige vergelijking te verkrijgen, zoals hier dus {\displaystyle v\cdot ax+v\cdot by=v\cdot c}

## Een overzicht van een aantal wiskundige constanten
Gebruikte afkortingen:
I - irrationaal getal, A - algebraïsch getal, T - transcendent getal, ? - onbekend
Alg - Algemeen, GeT - Getaltheorie, ChT - Chaostheorie, Com - Combinatoriek, Inf - Informatica, Ana - Analyse
| Symbool | Waarde (benadering)                           | Naam                                     | Veld     | Type | Voor het eerst beschreven | Aantal bekende decimalen |
| ------- | --------------------------------------------- | ---------------------------------------- | -------- | ---- | ------------------------- | ------------------------ |
| 0       | = 0                                           | nul, niks, leeg, enzovoort               |          |      | 976 VC                    | geen                     |
| π       | ≈ 3,14159 26535 89793 23846 26433 83279 50288 | pi                                       | Alg, Ana | T    | ?                         | 1.241.100.000.000        |
| e       | ≈ 2,71828 18284 59045 23536 02874 71352 66249 | grondtal van de natuurlijke logaritme    | Alg, Ana | T    |                           | 50.100.000.000           |
| √2      | ≈ 1,41421 35623 73095 04880 16887 24209 69807 | wortel 2                                 | Alg      | A    |                           | 137.438.953.444          |
| √3      | ≈ 1,73205 08075 68877 29352 74463 41505       | wortel 3                                 | Alg      | A    |                           |                          |
| i       | = √−1                                         | imaginaire eenheid van complexe getallen |          |      |                           | niet van toepassing      |
| γ       | ≈ 0,57721 56649 01532 86060 65120 90082 40243 | constante van Euler-Mascheroni           | Alg, GeT | ?    |                           | 108.000.000              |
| φ       | ≈ 1,61803 39887 49894 84820 45868 34365 63811 | gulden snede, ½(1+√5)                    | Alg      | A    |                           | 3.141.000.000            |
| ψ       | ≈ 1,32471 79572 44746 02596 09088 54478 09734 | plastisch getal                          | Alg, GeT | A    | 1928                      |                          |
| β*      | ≈ 0,70258                                     | constante van Embree-Trefethen           | GeT      |      |                           |                          |
| δ       | ≈ 4,66920 16091 02990 67185 32038 20466 20161 | constante van Feigenbaum                 | ChT      |      |                           |                          |
| α       | ≈ 2,50290 78750 95892 82228 39028 73218 21578 | idem                                     | ChT      |      |                           |                          |
| C2      | ≈ 0,66016 18158 46869 57392 78121 10014 55577 | dubbele priemconstante                   | GeT      |      |                           | 5020                     |
| C10     | = 0,12345678910111213141516...                | constante van Champernowne               | GeT      |      | 1933                      |                          |
| M1      | ≈ 0,26149 72128 47642 78375 54268 38608 69585 | constante van Meissel-Mertens            | GeT      |      | 1866, 1874                | 8010                     |
| B2      | ≈ 1,90216 05823                               | constante van Brun                       | GeT      |      | 1919                      | 10                       |
| B4      | ≈ 0,87058 83800                               | idem                                     | GeT      |      |                           |                          |
| Λ       | > −2,7 · 10−9                                 | constante van De Bruijn-Newman           | GeT      |      | 1950?                     |                          |
| K       | ≈ 0,91596 55941 77219 01505 46035 14932 38411 | constante van Catalan                    | Com      |      |                           | 201.000.000              |
| K       | ≈ 0,76422 36535 89220 66                      | constante van Landau-Ramanujan           | GeT      | I, ? |                           | 30.010                   |
| K       | ≈ 1,13198 824                                 | constante van Viswanath                  | GeT      |      |                           | 8                        |
| B'L     | ≈ 1,08366                                     | constante van Legendre                   | GeT      | T    |                           |                          |
| μ       | ≈ 1,45136 92348 83381 05028 39684 85892 027   | constante van Ramanujan-Soldner          | GeT      |      |                           | 75.500                   |
| EB      | ≈ 1,60669 51524 15291 763                     | constante van Erdös-Borwein              | GeT      | I    |                           |                          |
| Ω       | ?                                             | constante van Chaitin                    | Inf      | T    |                           |                          |
| β       | ≈ 0,28016 94990                               | constante van Bernstein                  | Ana      |      |                           |                          |
| λ       | ≈ 0,30366 30029                               | constante van Gauss-Kuzmin-Wirsing       | Com      |      | 1974                      | 385                      |
| D(1)    | ≈ 0,35323 63719                               | constante van Hafner-Sarnak-McCurley     | GeT      |      | 1993                      |                          |
| λ, μ    | ≈ 0,62432 99885                               | constante van Golomb-Dickman             | Com, GeT |      | 1930, 1964                |                          |
|         | ≈ 0,62946 50204                               | constante van Cahen                      |          |      |                           |                          |
|         | ≈ 0,66274 34193                               | laplacelimiet                            |          |      |                           |                          |
|         | ≈ 0,80939 40205                               | constante van Alladi-Grinstead           | GeT      |      |                           |                          |
| Λ       | ≈ 1,09868 58055                               | constante van Lengyel                    | Com      |      | 1992                      |                          |
|         | ≈ 1,18656 91104                               | constante van Khinchin-Lévy              | GeT      |      |                           |                          |
|         | ≈ 1,20205 69031 59594 28539 97381             | constante van Apéry                      |          |      | 1979                      | 1.000.000.000            |
|         | ≈ 1,30357 72690 34296                         | constante van Conway                     | GeT      | A    | 1986                      | ?                        |
| θ       | ≈ 1,30637 78838 63080 69046                   | constante van Mills                      | GeT      | ?    | 1947                      | 6850                     |
|         | ≈ 1,45607 49485 82689 67139 95953 51116 54356 | constante van Backhouse                  |          |      |                           |                          |
|         | ≈ 1,46707 80794                               | constante van Porter                     | GeT      |      | 1975                      |                          |
|         | ≈ 1,53960 07178                               | constante van Lieb                       | Com      |      | 1967                      |                          |
|         | ≈ 1,70521 11401 05367                         | constante van Niven                      | GeT      |      | 1969                      |                          |
|         | ≈ 2,58498 17596                               | constante van Sierpinski                 |          |      |                           |                          |
|         | ≈ 2,68545 2001                                | constante van Khinchin                   | GeT      | ?    | 1934                      | 7350                     |
| F       | ≈ 2,80777 02420                               | constante van Fransén-Robinson           | Ana      |      |                           |                          |
| L       | ≈ 0,5                                         | constante van Landau                     | Ana      |      |                           | 1                        |
| P       | ≈ 2,29558 71493 92638 07403 42980 49189 49039 | paraboolconstante                        | Ana, Alg | T    |                           |                          |

## Alternatieve namen
- Pi, π wordt ook de constante van Archimedes of het getal van Ludolph genoemd.
- e wordt ook de constante van Napier genoemd.